# Ради Жаиди
Ради Жаиди (рођен 30. августа 1975. у Тунису, Тунис) бивши је туниски фудбалер. Играо је на позицији одбрамбеног играча. Наступао је за репрезентацију Туниса на Светском првенству у фудбалу 2006. у Немачкој. 